# Борисова Юлія Костянтинівна
Юлія Костянтинівна Борисова (рос. Юлия Константиновна Борисова; 17 березня 1925, Москва — 8 серпня 2023, там само) — радянська російська акторка московського Державного академічного театру ім. Вахтангова, Народна артистка СРСР (1969).

## Життєпис
Народилася 17 березня 1925 в Москві. Закінчила Театральне училище імені Б. В. Щукіна (1947).
З 1947 — акторка театру імені Євгена Вахтангова (Москва).
Перші сценічні ролі на сцені — в амплуа ліричних героїнь: Магда («Змова приречених» Миколи Вірти), Геро («Багато галасу даремно» Вільяма Шекспіра), Галя («Макар Діброва» Олександра Корнійчука), Епоніна («Знедолені» Віктора Гюго), Джулія («Два веронці» Вільяма Шекспіра).
Проявом яскравої театральної індивідуальності акторки стала роль Онисії у виставі «На золотому дні» Маміна-Сибіряка (1955). Відтоді практично жодна її робота не залишалася непоміченою. Акторку завжди цікавило становлення жіночої особистості. Її героїні, маючи різні характери, завжди вражаюче стійко, пристрасно протистоять ударам долі: Наташа в «Місті на зорі» (1957), Люся з «Двох сестер» (1957), Аня в «Коронації» (1969), Валя в «Іркутській історії» (1959).
Особливу сторінку в акторській біографії Юлії Борисової займає роль Настасії Пилипівни у виставі «Ідіот» Федора Достоєвського (1958). Акторці довелося зіграти її і в кіно і на сцені. Але саме в театрі вона глибоко і ємко показала долю цієї бентежної жінки. Точність соціальної характеристики, чистота, цнотлива поетичність, духовна сила завжди відрізняли ролі Юлії Борисової.
Героїні Борисової — жінки зі складною долею, нещасною любов'ю: розумна, незалежна Нефедова («Одна», 1956); втрачена в жорстокому світі Гітель («Двоє на гойдалці», 1963); тендітна й ніжна, але напрочуд відважна і стійка Гелена («Варшавська мелодія», 1967); віртуозна лицедійка, «цариця примха», якій жертвують життям в ім'я любові, Клеопатра («Антоній і Клеопатра», 1971); неприкаяна, яка шукає виходу своїм життєвим силам, Олена Андріївна («Леший», 1979); люта у своєму розпачі Марія («Марія Тюдор», 1985).
Ще одна грань таланту акторки — створення образів комедійних, майже ексцентричних — це весела, пустотлива і горда козачка Павлина («Стряпуха» і «Стряпуха замужем» 1959, 1961), навіжена і хитромудра Епіфанія («Мільйонерка», 1964), примхлива Турандот («Принцеса Турандот», 1963), безпорадна, довірлива королева Анна («Стакан води», 1988).
Юлія Борисова — театральна акторка, в кіно знімалося мало, але в її фільмографії — Настасія Пилипівна у фільмі «Ідіот» (1958).
У 1969 на екрани вийшов фільм «Посол Радянського Союзу» з Юлією Борисовою в ролі Коллонтай, в 1973 — фільм «Іркутська історія», де вона втілила Варю.

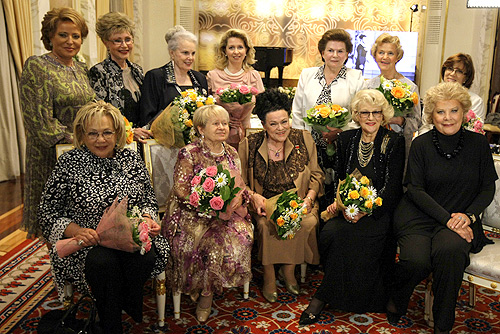
Юлія Борисова на дні народження Людмили Зикової

У 2010 Юлія Борисова продовжує грати на сцені театру ім. Євг. Вахтангова. Вона зайнята у виставі «Без вини винуваті».
Відзначена державними нагородами та преміями. Юлія Борисова — Герой Соціалістичної Праці (1985), кавалер ордена Леніна (1971), ордена Трудового Червоного Прапора (1960), ордени «За заслуги перед Вітчизною III ступеня» (1996).
Лауреатка Державної премії РРФСР (1966), лауреатка Державної премії РФ (1995), перша лауреатка Вищої театральної премії Москви «Кришталева Турандот» (1991).
Багато років, будучи провідною акторкою театру, Юлія Борисова була депутаткою Верховної Ради РРФСР (з 1963), членкинею Президії Будинку Актора.
Чоловіком Юлії Борисової був Ісай Ісаакович Спектор — директор-розпорядник Вахтанговського театру. Рано овдовіла. Мала сина, внучку Марію і правнука Олександра.
Померла 8 серпня 2023 року у Москві в 98-річному віці.

## Фільмографія
- 1948 — «Три зустрічі» (рос. Три встречи) — Оксана
- 1958 — «Ідіот» (рос. Идиот) — Настасья Пилипівна
- 1969 — «Посол Радянського Союзу» (рос. Посол Советского Союза) — Олена Миколаївна Кольцова (прототип — Олександра Коллонтай)